# Borussia Dortmund
Ballspielverein Borussia 09 e. V. Dortmund (obecně známá pod zkráceným názvem Borussia Dortmund či BVB nebo BVB 09, německá výslovnost: [boˈʁusi̯a ˈdoɐ̯tʰmuntʰ], v překladu: Dortmundský spolek míčových her Prusko 09) je německý sportovní klub sídlící ve městě Dortmund, ve spolkové zemi Severní Porýní-Vestfálsko. Působí v nejvyšší německé soutěži, zvané Fußball-Bundesliga, kde patří mezi „top“ celky s největší tradicí, úspěchy i diváckým zájmem. Největšími rivaly jsou Borussii týmy Schalke a Bayern Mnichov (tzv. Der Klassiker).
Podle Forbesu náleží Borussii 13. příčka mezi nejhodnotnějšími kluby na světě (2020).
Základna takřka 150 tisíc klubových členů v tomto ohledu činí z Borussie druhý největší německý klub po Bayernu Mnichov a čtvrtý největší světový po Bayernu, Benfice Lisabon a Barceloně (2016).
Borussia byla založena roku 1909 a za svou více než stoletou historii dosáhla řady úspěchů. Je pětinásobným mistrem německé Bundesligy a navíc třikrát triumfovala v německém mistrovství Bundeslize předcházejícím. Borussia tak patří mezi tři nejúspěšnější německé celky. Čtyřikrát ovládla DFB-Pokal (německý domácí pohár) a pětkrát DFL-Supercup (domácí Superpohár). I na mezinárodní scéně má řadu úspěchů. V sezóně 1996/97 vítězila v Lize mistrů UEFA a následně získala Interkontinentální pohár. V ročníku 1965/66 zase vyhrála v Poháru vítězů pohárů.
Domácím stadionem Borussie je proslulý Signal Iduna Park (známý spíše jako Westfalenstadion), který v posledních letech prošel řadou rekonstrukcí a nyní má kapacitu 80 720 diváků, ale k sezení slouží jen 65 718 míst. V sezóně 2011/12 překonal svou návštěvností vlastní evropský rekord v absolutní návštěvnosti (ze sezóny 2004/05), který nyní činí více než 1,37 milionu diváků, kteří přišli na domácí zápasy Borussie.
V sezóně 2013/14 to bylo dokonce 1,855 milionu diváků.
Proslulý deník The Times zvolil ve svém šetření Westfalenstadion stadionem s nejlepší atmosférou v Evropě.[zdroj?]
V minulosti zanechali v klubu výraznou stopu čeští fotbalisté. V sezóně 1995/96 zde získal německý titul Patrik Berger a v sezóně 2001/02 ho napodobili reprezentanti Jan Koller a Tomáš Rosický, kteří společně patřili mezi hlavní tahouny tehdejšího týmu. Mimo mužský fotbalový oddíl má sportovní klub i jiné oddíly, mj. oddíl lehké atletiky, házené, boxu a stolního tenisu. Klubové barvy jsou žlutá a černá.

## Historie
Borussia byla založena 19. prosince roku 1909 mladými oceláři a horníky a prvním klubovým předsedou se stal Heinrich Unger. Výraz „Borussia“ pak vycházel ze značky oblíbeného piva.
Ve 30. letech se klub usadil mezi nejlepšími německými celky, následovala ovšem druhá světová válka a po té musel německý fotbal začínat znovu. Roku 1949 se Borussia stala finalistou německého šampionátu, ale Mannheimu podlehla 2:3 v prodloužení. Roku 1956 už ve finále uspěla 4:2 proti celku Karlsruher SC a další rok opět triumfovala, tentokrát 4:1 proti Hamburku.
V závěrečném ročníku před ustanovením Bundesligy, tedy roku 1963, triumfovala potřetí, poté, co 3:1 zdolala 1. FC Köln (Kolín). V premiérovém ročníku Bundesligy vybojovala Borussia čtvrté místo. Po prohře ve finále domácího poháru roku 1964 se další rok dopracovala do finále znovu, to už ale vyhrála 2:0 nad Alemannií Aachen (Cáchy).
V sezóně následující (1965/66) se Borussia stala vítězem Poháru vítězů pohárů, poté, co v prodloužení zdolala 2:1 anglický velkoklub Liverpool zásluhou gólu Reinharda Libudy ve 106. minutě. Vůbec poprvé tak vyhrál evropskou soutěž německý klub.
Roku 1972 Borussia sestoupila a ve druhé lize pobývala do roku 1976. To už byla týmem s nejvyšší návštěvností, průměrné mase 40 tisíc diváků pomohla výstavba nového Westfalenstadionu. Raná 80. léta se nesla ve znamení finančních problémů a výsledky tomu odpovídaly. V ročníku 1985/86 se Borussia zachránila v první lize až v závěrečném play-off proti druholigovému celku Fortuna Köln (Kolín). Roku 1989 se klub dočkal první trofeje po 23 letech, když ve finále domácího poháru porazil 4:1 Werder Brémy.
Mezi roky 2004 a 2005 se naplno projevila hospodářská situace s dluhy ve výši 100 milionů £.
V sezóně 2010/11 působili v kádru převážně mladší hráči a bylo tedy překvapením, že dosáhli až na sedmý dortmundský titul v historii. Někteří němečtí fotbalisté Dortmundu tak dostali možnost vyzkoušet i reprezentační dres, jako například Mario Götze, Sven Bender, Marcel Schmelzer nebo Mats Hummels.
Od srpna 2019 je champion partnerem fotbalového klubu Borussia Dortmund bezpečnostní společnost ESET. Jedná se o nejvyšší úroveň partnerství v německé lize. Spolupráce a sponzorování klubu potrvá minimálně tři sezóny Bundesligy, nejvyšší německé fotbalové soutěže.

### Zlatá éra – Ottmar Hitzfeld, mistrovské tituly a výhra v Lize mistrů
Na pomezí 80. a 90. let německému fotbalu vládl bavorský Bayern Mnichov, zato v Dortmundu panovaly obavy z případného sestupu do druhé Bundesligy. Nový klubový prezident Gerd Niebaum zajistil finanční prostředky sponzorskou smlouvou s dortmundskou pojišťovací společností Die Continentale.
Obchodní ředitel Michael Meier se zasadil o příchod trenéra Ottmara Hitzfelda během letních měsíců roku 1991.
Začátek ročníku 1991/92 se nepovedl, Dortmund v Revierderby podlehl Schalke 2:5 a navíc v poháru nestačil na druholigový Hannover. Mužstvo se dočkalo několika změn – brankář Teddy de Beer byl nucen uvolnit místo 20letému Stefanu Klosovi a prosazovat se začala letní posila, švýcarský útočník Stéphane Chapuisat.
I díky jeho gólům se Dortmund zúčastnil vyrovnaného boje o titul, který svedl s Eintrachtem Frankfurt a Stuttgartem. Během posledního rozhodujícího kola hrála všechna tři mužstva venku, Dortmund v Duisburgu, Frankfurt v Rostocku a Stuttgart v Leverkusenu. Dortmund zvítězil gólem Chapuisata. Protože Stuttgart nakonec také vyhrál, putoval i přes bodovou rovnost titul do jeho rukou, a to díky lepší bilanci vstřelených a inkasovaných branek. Porážka Eintrachtu Dortmundu zajistila druhé místo a kvalifikaci do Poháru UEFA.
V další sezóně skončila Borussia na čtvrtém místě (a následující sezónu rovněž), zažila ale úspěšnou jízdu evropskými poháry, což napomohlo klubové kase, neboť německé televizní stanice za přenosy zaplatily hodně peněz a dortmundský celek vydržel v evropských pohárech z německých mužstev nejdéle. Konečná částka měla činit 10 milionů £.
Borussia na své cestě do finále proti Juventusu vyřadila italský AS Řím a francouzský AJ Auxerre, finále evropského poháru pak hrála poprvé od roku 1966.
Juventus disponoval mimo jiné německými internacionály Kohlerem a Möllerem a jeho skvadra byla nad síly německého týmu. Turínský klub v Dortmundu zvítězil 3:1 a doma posléze 3:0.
Hitzfeldův tým šel do sezóny 1994/95 s posilami v podobě německých reprezentantů jako byli Andreas Möller, Stefan Reuter, Karl-Heinz Riedle a Matthias Sammer. Všichni čtyři dorazili do Porýní z Itálie. Další posilou se stal brazilský obránce Júlio César. Soupeřem v německé lize byl tým Werderu Brémy, který čtyři kola před koncem disponoval tříbodovým náskokem na Borussii Dortmund, zasaženou zraněními Chapuisata a Riedleho.
Dortmund náskok Werderu stáhl a k dobru měl lepší bilanci vstřelených a inkasovaných branek. Werder tak odjel do Mnichova s tím, že musí Bayern porazit a zároveň doufat v prohru Borussie doma proti HSV. Zatímco Werder proti Bayernu neuspěl a prohrál, Borussie díky gólu Möllera z přímého kopu a gólu 18letého Larse Rickena získala mistrovský titul a vůbec první od založení Bundesligy v roce 1962.
Ve snaze o obhajobu si Dortmund zajistil služby dalšího německého reprezentanta, obránce Jürgena Kohlera z Juventusu. Tentokrát už byl soupeřem Bayern, jenž na Borussii tři kola před koncem ztrácel pouhé tři body. Hitzfeld se ocitl pod palbou kritiky po porážce 0:5 s Karlsruhe, vše ale bylo odčiněno ziskem titulu po remíze 0:0 venku s TSV 1860 München, na kterou Bayern už nedokázal odpovědět.
Třetí titul v řadě Hitzfeldovi svěřenci nevybojovali a v sezóně 1996/97 skončili třetí, mistrem se zato stal Bayern. V rámci Ligy mistrů se Dortmund vypořádal s Auxerre ve čtvrtfinále a Manchesterem United v semifinále, aniž by jakýkoliv z těchto zápasů vyřazovacích bojů nevyhrál. Finálovým soupeřem byl obhajující Juventus vedený koučem Lippim, spoléhajícím na kvality Deschampse, Del Piera, Zidana, Vieriho anebo Bokšiće.
Hitzfeld nasadil Lamberta s úkolem hrát osobní obranu na Zidana a tato taktika se ukázala jako správná. Riedle poslal Borussii do vedení 2:0 ještě v prvním poločase, a i když ve druhém poločase snížil Del Piero, střídající Ricken zpečetil konečné vítězství 3:1.

### Mladí hráči a kouč Jürgen Klopp

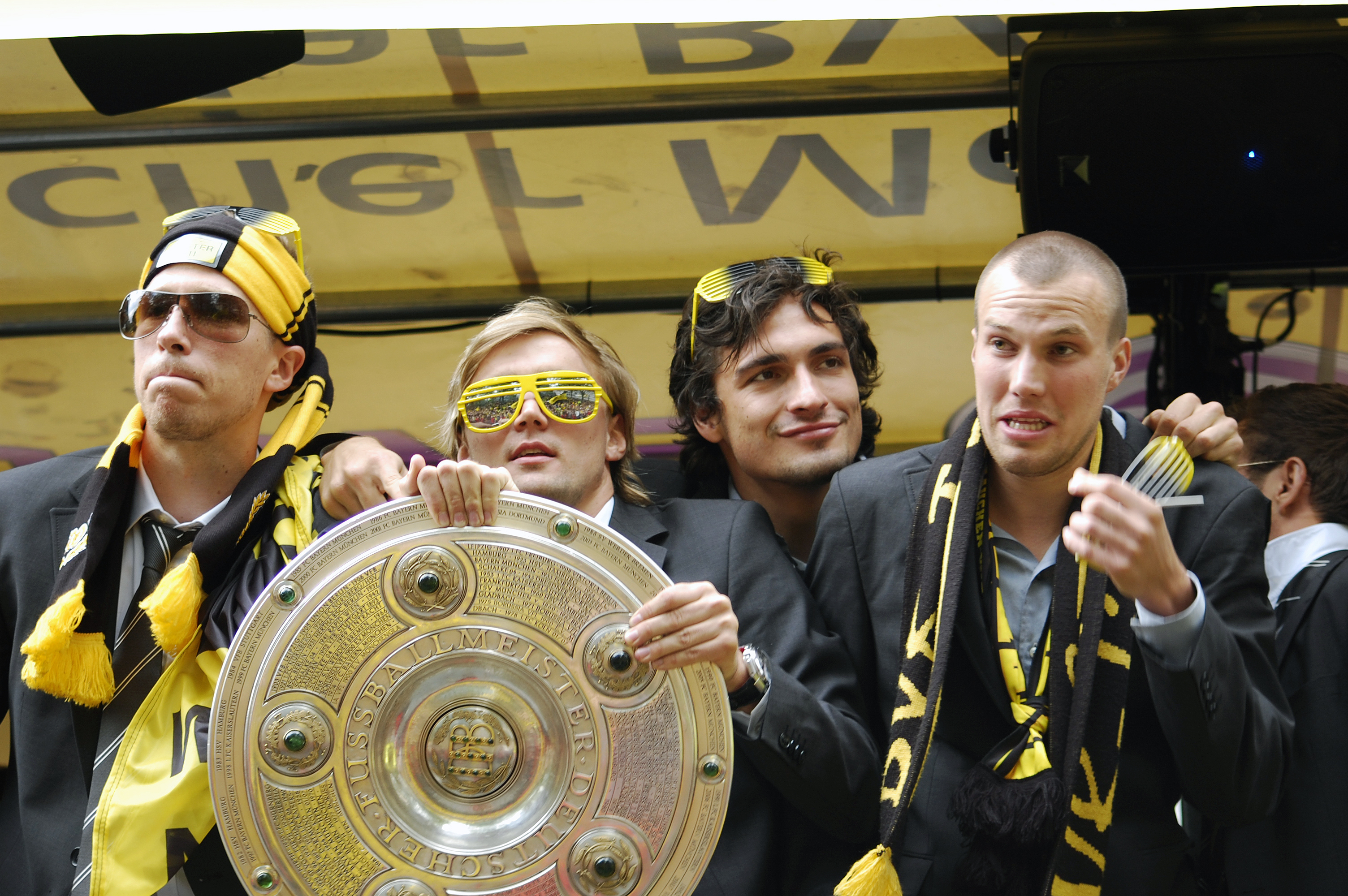
Oslava mistrovského titulu v ročníku 2010/11 (zleva doprava: Marco Stiepermann, Marcel Schmelzer, Mats Hummels a Kevin Großkreutz)

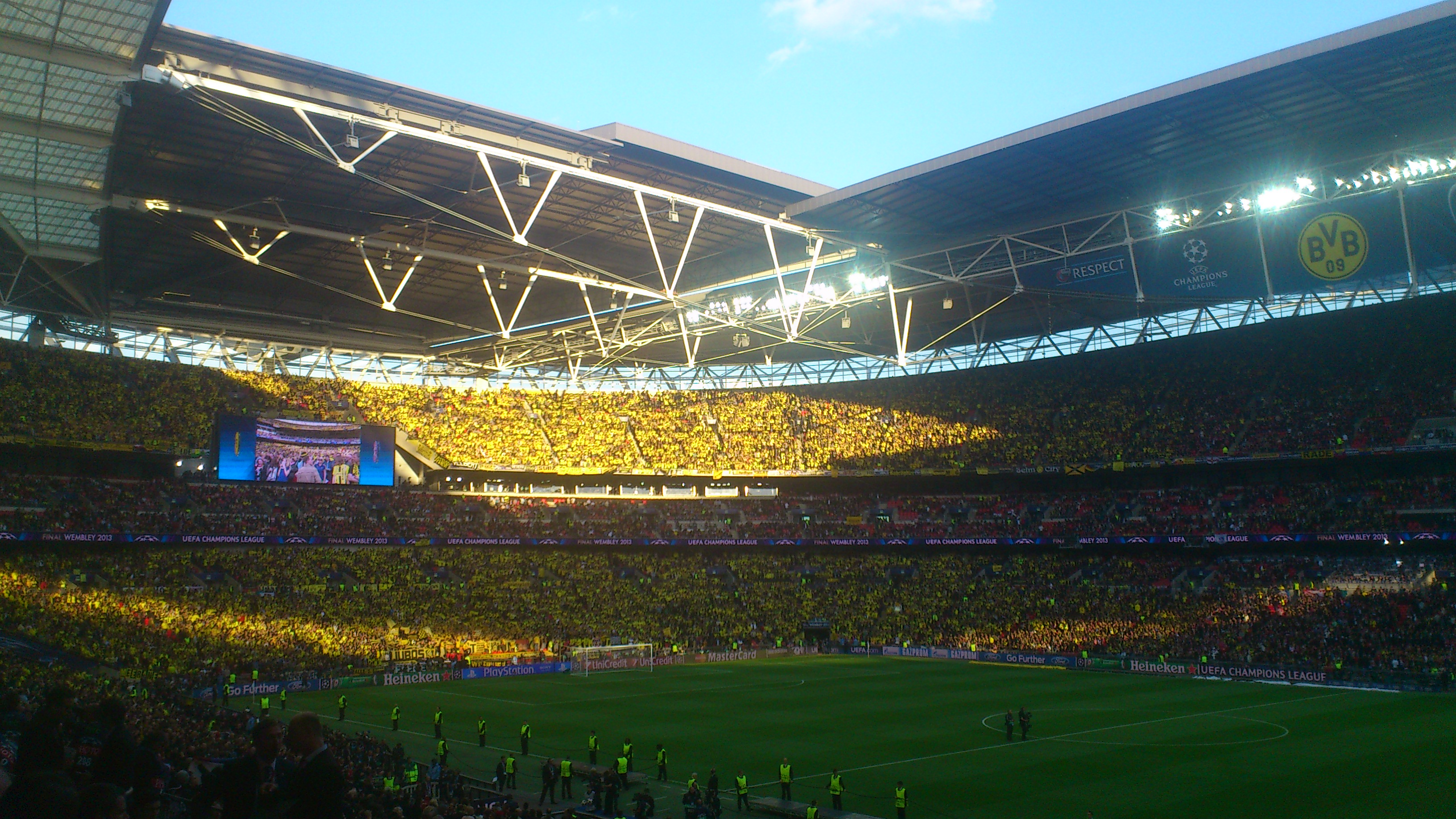
Fanoušci Dortmundu ve finále Ligy mistrů v ročníku 2012/13 na stadionu Wembley

V létě v roce 2008 převzal mužstvo nový kouč Jürgen Klopp a začal s revolucí v kádru. Dortmund nakoupil řadu německých fotbalistů z řad konkurence (Sven Bender, Kevin Großkreutz, Mats Hummels, Neven Subotić, Łukasz Piszczek) a také z Polska (Jakub Błaszczykowski a Robert Lewandowski) nebo z jiných částí světa (Lucas Barrios, Šindži Kagawa). Pod Kloppovou taktovkou se vestfálský tým stal rychlonohou ofenzivní hrozbou, agresivně pressující je-li bez balónu. Začátkem sezóny vyhráli Die Borussen Superpohár proti Bayernu 2:1 a v Bundeslize skončili na šestém místě a další rok pak na pátém.
Ačkoli 2010/11 odstartovala domácí porážkou s Leverkusenem, po ní následovala série sedmi výher se skóre 20:4. Po domácí remíze s Hoffenheimem došlo na další sérii sedmi výher, před zimní pauzou pak Dortmund prohrál na Eintrachtu 0:1. Přesto z toho všeho bylo první místo a náskok s deseti body navíc oproti nejbližší konkurenci.
Mužstvo z Porýní nedokázalo nalézt formu z podzimní části, ale první místo si vzít nenechalo. Zisk Meisterschale se stal jistotou výhrou 2:0 dne 30. dubna 2011 na Westfalenstadionu proti Norimberku.
Na rozdíl od minulých let zahájila Borussia ligovou sezónu výhrou 3:1 nad Hamburkem, o což se zasloužili Mario Götze (1) a Kevin Großkreutz (2). Další kola ukázala trhliny, po šestém kole mělo BVB na kontě už šest porážek (Hoffenheim, Hertha a Hannover).
Tým se ale posléze zvedl a do konce sezóny již neprohrál. V sedmém kole otočili zápas venku na Mohuči Ivan Perišić a Łukasz Piszczek. Po porážce s Hannoverem odehrála Borussia 28 ligových zápasů, v nichž vsítila 73 gólů. Útok nově vedl polský forvard Robert Lewandowski namísto posazeného Barriose, ve středu pole působila nová posila İlkay Gündoğan. Ten měl doplnit zkušeného Sebastiana Kehla a defenzivního Svena Bendera.
Mistrovský titul byl zajištěn rekordním ziskem 81 bodů před Heynckesovým Bayernem. Bavorský klub obě ligová klání s Borussií prohrál 0:1, mohl to však odčinit ve finále národního poháru. Na Olympijském stadionu v Berlíně vyhrála Borussia 5:2, Lewandowski vstřelil hattrick a Borussia Dortmund oslavila double.
Prostor po odchodu Šindžiho Kagawy vyplnil Marco Reus, se kterým Borussia Dortmund zahájila sezónu 2012/13 proti Bayernu Mnichov v německém superpoháru, prohrála však 1:2. Na úvodní výhru 2:1 proti Werderu Brémy v 1. kole tým nenavázal a v Norimberku pouze 1:1 remizoval. Ve 4. kole prohrál tým 2:3 v Hamburku a remíza 3:3 s Eintrachtem Frankfurt v 5. kole venku poodhalila defenzivní slabiny.
Los v Lize mistrů svedl tým do „skupiny smrti“, ve které se představili mistři dalších tří zemí – Real Madrid (Španělsko), Manchester City (Anglie) a AFC Ajax (Nizozemsko). Borussia ji zahájila dvěma remízami proti Ajaxu a City. V závěru října doma po třech letech prohrála 1:2 se Schalke, čemuž nepomohla ani řada zraněných vlastních hráčů.
Na Vestfálském stadionu se posléze odehrála výhra 2:1 nad Realem Madrid, na jeho půdě vytěžila Borussia jeden bod za remízu. První místo si Reus, Hummels a spol. zajistili výhrami proti Ajaxu a Manchesteru City.
V osmifinále vyřadili ukrajinský Šachtar Doněck, aby ve čtvrtfinále změřili síly se španělskou Málagou, dalším překvapením Ligy mistrů. Na stadionu La Rosaleda se odehrála remíza 0:0, doma naopak padlo pět gólů. Borussia prohrávala 1:2, ale v nastaveném čase otočila výsledek na konečných 3:2.
Semifinále nabídlo opětovný střet s Realem Madrid vedeným José Mourinhem, Borussia ale doma vyhrála 4:1 a venku vzdor prohře 0:2 postoupila. Mimořádně celoněmecké finále se stalo duelem Borussie s Bayernem,
který dominoval Bundeslize, vyhrál ji ziskem 91 bodů a s celkem z Porýní v průběhu sezóny ani v jednom ze čtyř zápasů neprohrál.
Superpohár už na začátku připadl Bayernu, ten přehrál Borussii také ve čtvrtfinále národního poháru (nakonec jej vyhrál), v lize získal titul na úkor Borussie. Té uštědřil ránu také odkupem talentovaného Maria Götzeho, který tak do finále pro údajné zranění nezasáhl.
Bayern svého soupeře ve Wembley porazil 2:1 a získal tím treble, v sezóně navíc odepřel BVB všechny možné trofeje.

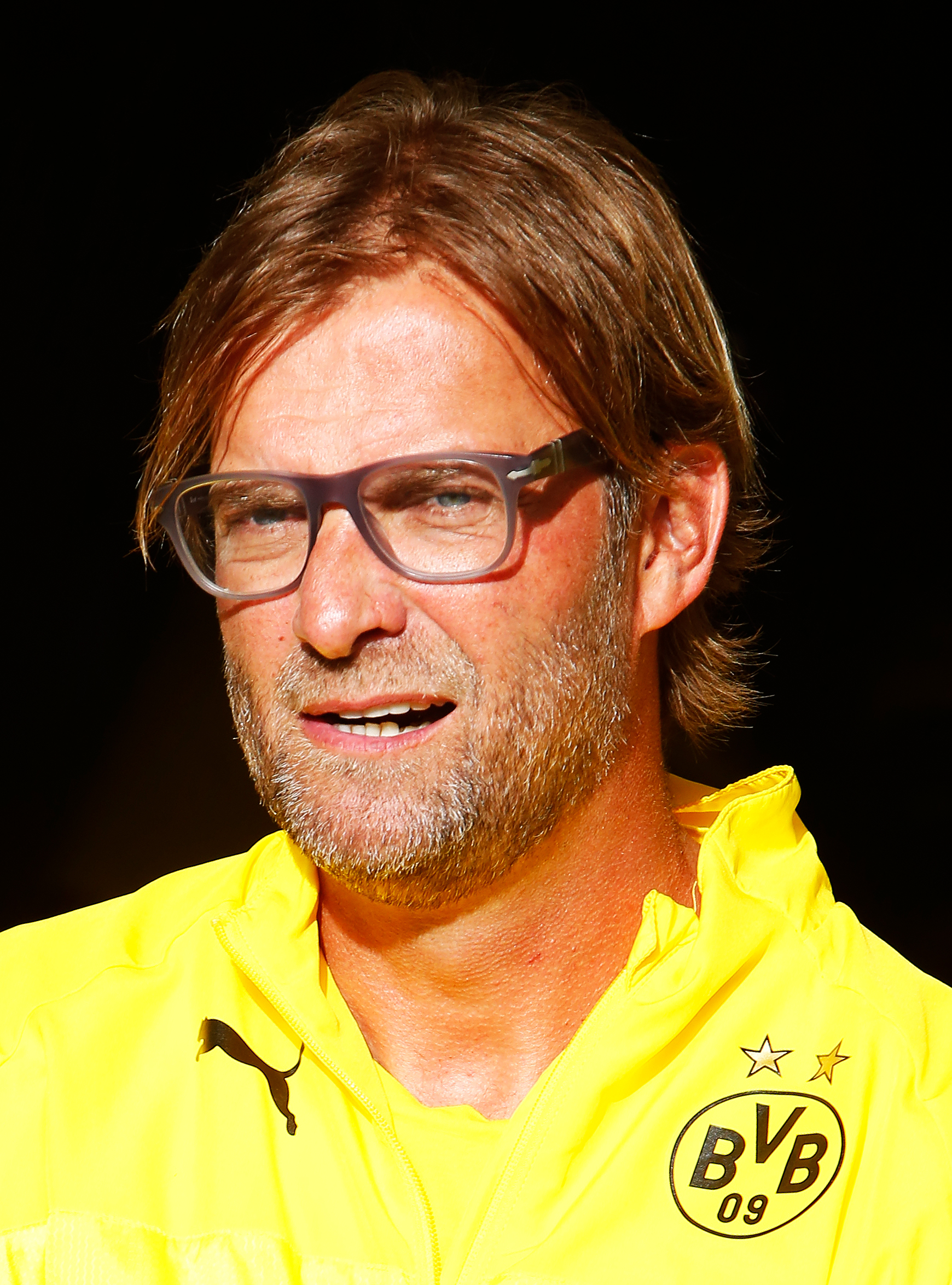
Trenér Jürgen Klopp vedl tým mezi roky 2008 až 2015

Duopol Bayernu a Borussie byl očekáván rovněž v sezóně 2013/14. V sezóně předchozí totiž obrat obou klubů utvářel celou třetinu obratu německé Bundesligy (Bayern 400 milionů eur, Borussia 250 milionů eur; Bundesliga jako taková celkově 2 miliardy eur).
Kloppův tým si po Götzeho odchodu zajistil jeho náhradu, arménského záložníka Henricha Mchitarjana. Střílení gólů mohl kromě Lewandowskiho nově obstarat také Pierre-Emerick Aubameyang.
Ligovou sezónu odstartovali Žlutočerní venku proti Augsburgu, kde zásluhou Aubameyanga (hattrick) vyhráli výsledkem 4:0.
Po pěti bundesligových výhrách tým v 6. kole poprvé zaváhal, neboť remizoval 1:1 v Norimberku.
Lewandowski táhl útok s 20 ligovými góly, jeho nechuť prodloužit smlouvu ale vyústila v jeho odchod v roli volného hráče – tedy zadarmo – právě do Bayernu Mnichov.
Klopp se držel rozestavení 4–2–3–1, to však bylo zasaženo odchodem Götzeho a zraněními stopera Hummelse a tvořivého záložníka Gündogana. Další zranění přinutili Kloppa s rozestaveními více experimentovat a odzkoušet nové hráče (Miloš Jojić, Oliver Kirch, …). Marco Reus se v průběhu času posunul doprostřed ofenzívní řady a Mchitarjan na křídlo.
Borussia Dortmund skončila v lize druhá za Bayernem Mnichov, nyní trénovaným Pepem Guardiolou. Sezónu skončila bez trofeje, ve finále domácího poháru opět podlehla Bayernu, v Lize mistrů dokráčela do čtvrtfinále, kde byla vyřazena pozdějším vítězem Realem Madrid.
Sezóna 2014/15 se stala pro Kloppa poslední, Žlutočerní do ní vstoupili bez zraněného Reuse a s novými posilami do útoku: Cirem Immobilem a Adriánem Ramosem. Obrana neměla doznat žádných změn, v brance totiž nadále chytal Roman Weidenfeller, ve stoperské dvojici zase Mats Hummels a Neven Subotić, krajními beky nadále byli Marcel Schmelzer a Łukasz Piszczek.
Týmu se během podzimu nedařilo, v únoru dokonce spadl na poslední místo tabulky. Útočníci Immobile a Ramos se neprosadili a útočnou hrozbou se tak stával především Aubameyang. Hráčům jako Erik Durm nebo Kevin Kampl chyběla technická kvalita Götzeho nebo Kagawy, kterou tito doháněli atletičností, týmu se však tímto zhoršila kombinační hra. Odchodem fitness kouče Olivera Bartletta způsobil, že Borussia se nadále potýkala s mnoha zraněními, kterým dříve předcházela.
Na jaře se tým vzedmul a uzmul sedmé místo, navíc se Žlutočerným podařilo v semifinále domácího poháru vyřadit Bayern. Klopp se ale trofejí nerozloučil, jeho tým totiž nestačil ve finále na Wolfsburg a 1:3 prohrál.

### Dva roky pod Thomasem Tuchelem
Další dvě sezóny vedl Borussii Thomas Tuchel.

### Současnost

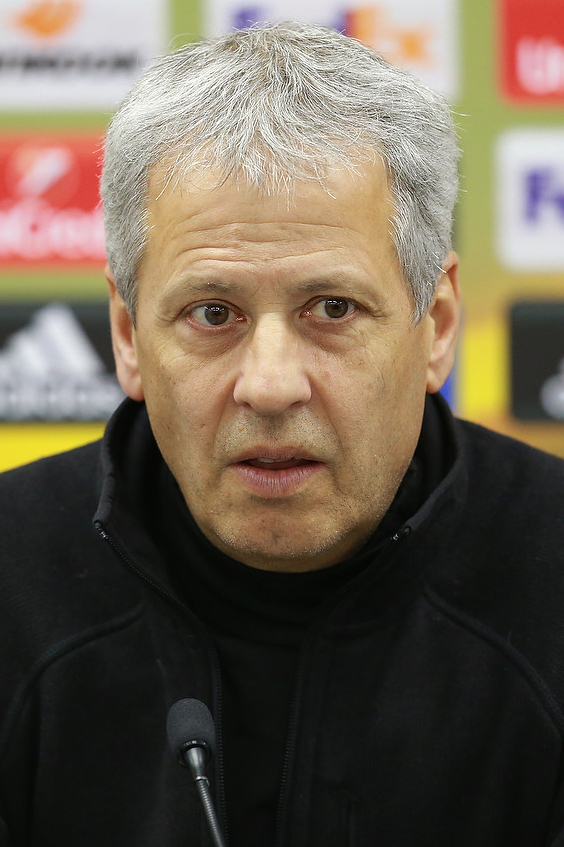
Trenér Dortmundu Lucien Favre trénuje mužstvo od roku 2018

V průběhu léta 2018 se mužstvo seznamovalo s novým trenérem, Švýcarem Lucienem Favrem. Na úvod bundesligové sezóny doma Borussia porazila Lipsko 4:1.
Favre během podzimu ladil formu mladého týmu, jenž svou rychlou hrou v rozestavení 4–2–3–1 navzdory předpokladům bojoval o Meisterschale, tedy mistrovský titul.
Na konci září v pátém kole doma Borussia porazila Norimberk 7:0 – gólově se prosadilo šest hráčů, jediný Marco Reus dvakrát.
Favre začal vkládat důvěru do 18letého křídelníka Jadona Sancha, který pod jeho vedením začal naplňovat potenciál. Nová akvizice, španělský útočník Paco Alcácer, se ujal role střídajícího žolíka a v sedmi podzimních zápasech, kdy vběhl na hřiště z lavičky, vstřelil 10 branek.
Dvěma z nich se přičinil k výhře 3:2 nad Bayernem Mnichov v listopadu. Přebytek mladých talentovaných fotbalistů přirozeně vedl k tomu, že někteří dostávali šancí poskrovnu – Mahmoud Dahoud nebo Maximilian Philipp oba platili za zklamání.
Jiní se své šance chopili – Thomas Delaney, Achraf Hakimi či Axel Witsel.
V polovině sezóny si Borussia vytvořila náskok osmi bodů na Bayern vedený novým trenérem Kovačem. První ligovou porážku Borussii uštědřila v prosinci Fortuna Düsseldorf, další jednu porážku měla na kontě v rámci Ligy mistrů.
Na jaře ale forma opadla, v dubnu Borussia prohrála v Mnichově 0:5, později pak ještě proti Schalke 2:4 doma. Naděje na titul opět ukončil sedmým titulem v řadě Bayern, v tabulce nakonec dva body před Borussií.
Cesta talentovaného mládí nadále pokračovala i v sezóně 2019/20, kdy tým posílili křídelníci Julian Brandt a Thorgan Hazard.
Dorazil krajní obránce Nicolas Schulz, ze štace v Bayernu Mnichov se vrátil zkušený stoper Mats Hummels. Hostování Paca Alcácera z Barcelony se změnilo v trvalý přestup.
Pro některé fotbalisty naopak v mužstvu nezbylo místo, odešli proto Max Phillip, André Schürrle, Ömer Toprak nebo Šindži Kagawa, dokonán byl transfer Christiana Pulišiće.
Na úvod sezóny se Favreho svěřenci střetli s Bayernem o německý superpohár a po výhře 2:0 superpohár získali. A zatímco Bavoři se pod Kovačem trápili, trojice Borussia Dortmund, Borussia Mönchengladbach a RB Leipzig se bila o první příčku během podzimní (Hinrunde) části Bundesligy.
Vyhazov Kovače povýšil Hansiho Flicka do role trenéra a ten v listopadu demonstroval sílu Bayernu právě proti Borussii Dortmund, kterou Bavoři porazili 4:0. Ta do jara vkročila i s novou posilou v podobě norského útočníka Erlinga Haalanda. První tři jarní zápasy vsítila Borussie 15 gólů, záhy však fotbal zastavila pandemie covidu-19 a k fotbalu se svět vrátil až později.
Na konci května znovuzrozený Bayern Mnichov vyhrál 1:0 v Dortmundu a na tohoto soupeře dále navýšil původně čtyřbodový náskok. Flickův Bayern vybojoval treble, Borussia Dortmund skončila v lize druhá.

## Klubová kultura

### Rivalita
Rivalem Dortmundu je bavorský Bayern Mnichov, historicky nejúspěšnější celek německého fotbalu. Oba celky se utkávají v souboji zvaném Der Klassiker.
Porýnské derby – Revierderby – proti Schalke 04 začalo v první půlce 20. století, vůbec první vzájemné utkání se odehrálo 3. května 1925, vítězem se výsledkem 4:2 stalo Schalke.
Fotbalisté Borussie Dortmund svého soupeře nedokázali porazit následujících 18 let.
Na intenzitě derby nabralo v roce 1947, když se Dortmund stal šampiónem Vestfálska.
Oba kluby vycházející z průmyslových regionů byly roku 1963 mezi zakládajícími členy Bundesligy.
Přestože je v Německu opodstatněně nazýváno „matkou všech derby“ si oba kluby dokázaly vypomoct.
Borussia se v 70. letech dostala do finančních problémů a Schalke přijalo nabídku sehrát vzájemné utkání, přičemž vybrané peníze zůstaly právě Borussii. V roce 2001 Schalke naopak pozvalo hráče Borussie na zahajovací utkání v novém stadionu.
Na podzim roku 2008 prohrávali hráči Borussie proti Schalke 0:3, ale dvěma góly se dokázali vrátit do utkání, dva protihráči mezitím obdrželi červené karty. V závěru pak Borussie z penalty srovnala na konečných 3:3.
Na jaře 2017 se odehrálo 150. derby a dopadlo nerozhodně 1:1. Za Dortmund se prosadil Aubameyang, za Schalke pak Thilo Kehrer.
V sezóně 2017/18 se hráči Borussie dostali do vedení již 4:0 po 25 minutách, ale soupeř se vzchopil a vyrovnal ve druhém poločase na 4:4. Mezi fotbalisty, kteří v kariéře hráli za oba kluby, patří například brankář Jens Lehmann,
Stan Libuda, Steffen Freund, Ingo Anderbrugge nebo Andreas Möller.

### Klubová hymna
V roce 1996 nazpíval Karel Gott ve spolupráci s bývalým hráčem Borussie Norbertem Dickelem klubovou píseň Schwarz-Gelb wie Biene Maja na hudbu úvodní znělky animovaného seriálu Včelka Mája. Píseň zazněla před utkáním s SK Slavia Praha 2. října 2019 k uctění Gottovy památky.

## Útok na autobus
11. dubna 2017 došlo k útoku na autobus s hráči klubu. Autobus byl na cestě z hotelu na domácí zápas čtvrtfinále Ligy mistrů s Monakem. Výbuch tří náloží poškodil autobus klubu a zranil hráče. Nejvážněji byl zraněn španělský obránce Marc Bartra, který se musel podrobit operaci. Na místě byly nalezeny dopisy s požadavky na ukončení účasti Německa ve válce s Islámským státem, které ale podle policie nebyly příliš věrohodné. 21. dubna 2017 policie zadržela podezřelého Sergeje W. s německým a ruským občanstvím. Podle policie byly motivem činu spekulace na pokles akcí klubu po útoku.

## Získané trofeje

### Vyhrané domácí soutěže
- Fußballmeisterschaft / Bundesliga (8×)[37]
  - 1955/56, 1956/57, 1962/63, 1994/95, 1995/96, 2001/02, 2010/11, 2011/12
- DFB-Pokal (4×)
  - 1964/65, 1988/89, 2011/12, 2016/17[38]
- DFL-Supercup (6×)
  - 1989, 1995, 1996, 2013[39], 2014, 2019
- Fußball-Oberliga West (6×)
  - 1946/47, 1947/48, 1948/49, 1952/53, 1955/56, 1956/57

### Vyhrané mezinárodní soutěže
- Liga mistrů UEFA (1×)
  - 1996/97
- Pohár vítězů pohárů (1×)
  - 1965/66
- Interkontinentální pohár (1×)
  - 1997

## Hráči

### Aktuální soupiska
| Číslo |           | Pozice | Hráč                                        |
| ----- | --------- | ------ | ------------------------------------------- |
| 1     | Švýcarsko | B      | Gregor Kobel                                |
| 2     | Brazílie  | O      | Yan Couto (na hostování z Manchesteru City) |
| 3     | Německo   | O      | Waldemar Anton                              |
| 4     | Německo   | O      | Nico Schlotterbeck (3. kapitán)             |
| 5     | Alžírsko  | O      | Ramy Bensebaini                             |
| 6     | Turecko   | Z      | Salih Özcan                                 |
| 7     | USA       | Z      | Giovanni Reyna                              |
| 8     | Německo   | Z      | Felix Nmecha                                |
| 9     | Guinea    | Ú      | Serhou Guirassy                             |
| 10    | Německo   | Z      | Julian Brandt (vícekapitán)                 |
| 13    | Německo   | Z      | Pascal Groß                                 |
| 14    | Německo   | Ú      | Maximilian Beier                            |
| 16    | Belgie    | Ú      | Julien Duranville                           |
| 17    | Anglie    | Z      | Carney Chukwuemeka (na hostování z Chelsea) |
| 20    | Rakousko  | Z      | Marcel Sabitzer                             |
| 23    | Německo   | Z      | Emre Can (kapitán)                          |

| Číslo |            | Pozice | Hráč                                           |
| ----- | ---------- | ------ | ---------------------------------------------- |
| 24    | Švédsko    | O      | Daniel Svensson (na hostování z Nordsjællandu) |
| 25    | Německo    | O      | Niklas Süle                                    |
| 26    | Norsko     | O      | Julian Ryerson                                 |
| 27    | Německo    | Ú      | Karim Adeyemi                                  |
| 31    | Německo    | B      | Silas Ostrzinski                               |
| 32    | Nizozemsko | Ú      | Jordi Paulina                                  |
| 33    | Německo    | B      | Alexander Meyer                                |
| 35    | Polsko     | B      | Marcel Lotka                                   |
| 37    | USA        | Ú      | Cole Campbell                                  |
| 38    | Německo    | Z      | Kjell Wätjen                                   |
| 39    | Itálie     | O      | Filippo Mané                                   |
| 42    | Německo    | O      | Almugera Kabar                                 |
| 43    | Anglie     | Z      | Jamie Gittens                                  |
| 46    | Německo    | Z      | Ayman Azhil                                    |
| 49    | Německo    | O      | Yannik Lührs                                   |

### Na hostování
| Číslo |           | Pozice | Hráč                           |
| ----- | --------- | ------ | ------------------------------ |
|       | Německo   | B      | Diant Ramaj (v Kodani)         |
|       | Španělsko | O      | Guille Bueno (v Darmstadtu 98) |
|       | Francie   | O      | Soumaïla Coulibaly (v Brestu)  |

| Číslo |                   | Pozice | Hráč                          |
| ----- | ----------------- | ------ | ----------------------------- |
|       | Pobřeží slonoviny | Ú      | Sébastien Haller (v Utrechtu) |
|       | Německo           | Ú      | Youssoufa Moukoko (v Nice)    |

### Čeští hráči
- Patrik Berger (1995–1996)
- Jan Koller (2001–2006)
- Tomáš Rosický (2001–2006)

### Významní hráči
- Timo Konietzka (1958–1965)
- Manfred Burgsmüller (1976–1983)
- Andreas Möller (1988–1990, 1994–2000)
- Matthias Sammer (1993–1999)
- Sebastian Kehl (2002–2015)
- Marco Reus (1996-2006, 2012-2024)
- Mario Götze (2010-2013, 2016-2020)
- Mats Hummels (2008-2016, 2019-)
- Stéphane Chapuisat (1991–1999)
- Robert Lewandowski (2010–2014)
- Jude Bellingham (2020-2023)
- Erling Haaland (2020-2022)
- Jadon Sancho (2017-2021)

## Současný realizační tým
Aktuální k datu: 9. 4. 2025 
| Funkce           | Jméno                 |
| ---------------- | --------------------- |
| Hlavní trenér    | Niko Kovač            |
| Asistent trenéra | Robert Kovač          |
| Asistent trenéra | Filip Tapalovič       |
| Trenér brankářů  | Matthias Kleinsteuber |

Poznámka: Kompletní realizační tým uveden není.

## Předchozí trenéři
| Trenér                  | Období od         | Období do         | Trofeje                                                                                     |
| ----------------------- | ----------------- | ----------------- | ------------------------------------------------------------------------------------------- |
| Otto Knefler            | 1. červenec 1974  | 29. leden 1976    |                                                                                             |
| Horst Buhtz             | 31. leden 1976    | 15. červen 1976   |                                                                                             |
| Otto Rehhagel           | 1. červenec 1976  | 30. duben 1978    |                                                                                             |
| Carl-Heinz Rühl         | 1. červenec 1978  | 29. duben 1979    |                                                                                             |
| Uli Maslo               | 30. duben 1979    | 30. červen 1979   |                                                                                             |
| Udo Lattek              | 1. červenec 1979  | 10. květen 1981   |                                                                                             |
| Rolf Bock               | 11. květen 1981   | 30. červen 1981   |                                                                                             |
| Branko Zebec            | 1. červenec 1981  | 30. červen 1982   |                                                                                             |
| Karlheinz Feldkamp      | 1. červenec 1982  | 5. duben 1983     |                                                                                             |
| Helmut Witte            | 6. duben 1983     | 30. červen 1983   |                                                                                             |
| Uli Maslo               | 1. červenec 1983  | 23. říjen 1983    |                                                                                             |
| Helmut Witte            | 24. říjen 1983    | 30. říjen 1983    |                                                                                             |
| Hans-Dieter Tippenhauer | 31. říjen 1983    | 15. listopad 1983 |                                                                                             |
| Horst Franz             | 16. listopad 1983 | 30. červen 1984   |                                                                                             |
| Timo Konietzka          | 1. červenec 1984  | 24. říjen 1984    |                                                                                             |
| Reinhard Saftig         | 25. říjen 1984    | 27. říjen 1984    |                                                                                             |
| Erich Ribbeck           | 28. říjen 1984    | 30. červen 1985   |                                                                                             |
| Pál Csernai             | 1. červenec 1985  | 20. duben 1986    |                                                                                             |
| Reinhard Saftig         | 20. duben 1986    | 30. červen 1988   |                                                                                             |
| Horst Köppel            | 1. červenec 1988  | 30. červen 1991   |                                                                                             |
| Ottmar Hitzfeld         | 1. červenec 1991  | 30. červen 1997   | 2× Bundesliga: 1994/95, 1995/96 1× Liga mistrů: 1996/97                                     |
| Nevio Scala             | 1. červenec 1997  | 30. červen 1998   |                                                                                             |
| Michael Skibbe          | 1. červenec 1998  | 7. únor 2000      |                                                                                             |
| Bernd Krauss            | 8. únor 2000      | 13. duben 2000    |                                                                                             |
| Udo Lattek              | 14. duben 2000    | 30. června 2000   |                                                                                             |
| Matthias Sammer         | 1. červenec 2000  | 30. června 2004   | 1× Bundesliga: 2001/02                                                                      |
| Bert van Marwijk        | 1. červenec 2004  | 18. prosinec 2006 |                                                                                             |
| Jürgen Röber            | 19. prosinec 2006 | 12. březen 2007   |                                                                                             |
| Thomas Doll             | 13. březen 2007   | 19. květen 2008   |                                                                                             |
| Jürgen Klopp            | 1. červenec 2008  | 30. června 2015   | 2× Bundesliga: 2010/11, 2011/12 1× německý pohár: 2011/12 1× německý superpohár: 2013, 2014 |
| Thomas Tuchel           | 1. červenec 2015  | 30. května 2017   | 1× německý pohár: 2016/17                                                                   |
| Peter Bosz              | 1. červenec 2017  | 9. prosinec 2017  |                                                                                             |
| Peter Stöger            | 10. prosinec 2017 | 30. červen 2018   |                                                                                             |
| Lucien Favre            | 1. červenec 2018  | prosinec 2020     |                                                                                             |
| Edin Terzić             | 13. prosinec 2020 | současnost        |                                                                                             |

Poznámka: Nekompletní seznam.

## Umístění v jednotlivých sezónách
Stručný přehled
Zdroj:
- 1933–1934: Bezirksklasse Gruppe 1, Industriebezirk 1
- 1934–1936: Bezirksklasse Dortmund
- 1936–1944: Gauliga Westfalen
- 1947–1963: Fußball-Oberliga West
- 1963–1972: Fußball-Bundesliga
- 1972–1974: Fußball-Regionalliga West
- 1974–1976: 2. Fußball-Bundesliga
- 1976– : Fußball-Bundesliga

Jednotlivé ročníky
Zdroj:
Legenda: Z - zápasy, V - výhry, R - remízy, P - porážky, VG - vstřelené góly, OG - obdržené góly, +/- - rozdíl skóre, B - body, zlaté podbarvení - 1. místo, stříbrné podbarvení - 2. místo, bronzové podbarvení - 3. místo, červené podbarvení - sestup, zelené podbarvení - postup, fialové podbarvení - reorganizace, změna skupiny či soutěže
| Velkoněmecká říše (1933 – 1944)     |                                           |        |     |     |     |     |     |     |     |     |        |
| Sezóny                              | Liga                                      | Úroveň | Z   | V   | R   | P   | VG  | OG  | +/- | B   | Pozice |
| 1933/34                             | Bezirksklasse Gruppe 1, Industriebezirk 1 | 2      | ... | ... | ... | ... | ... | ... | ... | ... | 6.     |
| 1934/35                             | Bezirksklasse Dortmund                    | 2      | ... | ... | ... | ... | ... | ... | ... | ... | 2.     |
| 1935/36                             | Bezirksklasse Dortmund                    | 2      | ... | ... | ... | ... | ... | ... | ... | ... | 1.     |
| 1936/37                             | Gauliga Westfalen                         | 1      | 18  | 9   | 1   | 8   | 39  | 36  | +3  | 19  | 3.     |
| 1937/38                             | Gauliga Westfalen                         | 1      | 18  | 11  | 4   | 3   | 45  | 28  | +17 | 26  | 2.     |
| 1938/39                             | Gauliga Westfalen                         | 1      | 18  | 7   | 6   | 5   | 46  | 40  | +6  | 20  | 3.     |
| 1939/40                             | Gauliga Westfalen                         | 1      | 18  | 5   | 1   | 12  | 35  | 60  | -25 | 11  | 9.     |
| 1940/41                             | Gauliga Westfalen                         | 1      | 22  | 10  | 4   | 8   | 62  | 50  | +12 | 24  | 4.     |
| 1941/42                             | Gauliga Westfalen                         | 1      | 18  | 11  | 2   | 5   | 58  | 38  | +20 | 24  | 2.     |
| 1942/43                             | Gauliga Westfalen                         | 1      | 18  | 6   | 5   | 7   | 46  | 46  | 0   | 17  | 6.     |
| 1943/44                             | Gauliga Westfalen                         | 1      | 18  | 10  | 4   | 4   | 46  | 21  | +25 | 24  | 3.     |
| Britská okupační zóna (1947 – 1949) |                                           |        |     |     |     |     |     |     |     |     |        |
| Sezóny                              | Liga                                      | Úroveň | Z   | V   | R   | P   | VG  | OG  | +/- | B   | Pozice |
| 1947/48                             | Fußball-Oberliga West                     | 1      | 24  | 17  | 2   | 5   | 62  | 22  | +40 | 36  | 1.     |
| 1948/49                             | Fußball-Oberliga West                     | 1      | 24  | 17  | 4   | 3   | 79  | 30  | +49 | 38  | 1.     |
| Německo (1949 –)                    |                                           |        |     |     |     |     |     |     |     |     |        |
| Sezóny                              | Liga                                      | Úroveň | Z   | V   | R   | P   | VG  | OG  | +/− | B   | Pozice |
| 1949/50                             | Fußball-Oberliga West                     | 1      | 30  | 20  | 3   | 7   | 76  | 36  | +40 | 43  | 1.     |
| 1950/51                             | Fußball-Oberliga West                     | 1      | 30  | 14  | 11  | 5   | 52  | 36  | +16 | 39  | 3.     |
| 1951/52                             | Fußball-Oberliga West                     | 1      | 30  | 13  | 8   | 9   | 79  | 53  | +26 | 34  | 4.     |
| 1952/53                             | Fußball-Oberliga West                     | 1      | 30  | 20  | 6   | 4   | 87  | 36  | +51 | 46  | 1.     |
| 1953/54                             | Fußball-Oberliga West                     | 1      | 30  | 14  | 4   | 12  | 69  | 58  | +11 | 32  | 5.     |
| 1954/55                             | Fußball-Oberliga West                     | 1      | 30  | 12  | 6   | 12  | 63  | 57  | +6  | 30  | 4.     |
| 1955/56                             | Fußball-Oberliga West                     | 1      | 30  | 20  | 5   | 5   | 78  | 36  | +42 | 45  | 1.     |
| 1956/57                             | Fußball-Oberliga West                     | 1      | 30  | 17  | 7   | 6   | 73  | 33  | +40 | 41  | 1.     |
| 1957/58                             | Fußball-Oberliga West                     | 1      | 30  | 14  | 7   | 9   | 67  | 44  | +23 | 35  | 5.     |
| 1958/59                             | Fußball-Oberliga West                     | 1      | 30  | 15  | 5   | 10  | 59  | 47  | +12 | 35  | 5.     |
| 1959/60                             | Fußball-Oberliga West                     | 1      | 30  | 14  | 7   | 9   | 81  | 62  | +19 | 35  | 3.     |
| 1960/61                             | Fußball-Oberliga West                     | 1      | 30  | 15  | 9   | 6   | 70  | 46  | +24 | 39  | 2.     |
| 1961/62                             | Fußball-Oberliga West                     | 1      | 30  | 12  | 8   | 10  | 67  | 51  | +16 | 32  | 8.     |
| 1962/63                             | Fußball-Oberliga West                     | 1      | 30  | 19  | 2   | 9   | 77  | 39  | +38 | 40  | 2.     |
| 1963/64                             | Fußball-Bundesliga                        | 1      | 30  | 14  | 5   | 11  | 73  | 57  | +16 | 33  | 4.     |
| 1964/65                             | Fußball-Bundesliga                        | 1      | 30  | 15  | 6   | 9   | 67  | 48  | +19 | 36  | 3.     |
| 1965/66                             | Fußball-Bundesliga                        | 1      | 30  | 19  | 9   | 6   | 70  | 36  | +34 | 47  | 2.     |
| 1966/67                             | Fußball-Bundesliga                        | 1      | 34  | 15  | 9   | 10  | 70  | 41  | +29 | 39  | 3.     |
| 1967/68                             | Fußball-Bundesliga                        | 1      | 34  | 12  | 7   | 15  | 60  | 59  | +1  | 31  | 14.    |
| 1968/69                             | Fußball-Bundesliga                        | 1      | 34  | 11  | 8   | 15  | 49  | 54  | -5  | 30  | 16.    |
| 1969/70                             | Fußball-Bundesliga                        | 1      | 34  | 14  | 8   | 12  | 60  | 67  | -7  | 36  | 5.     |
| 1970/71                             | Fußball-Bundesliga                        | 1      | 34  | 10  | 9   | 15  | 54  | 60  | -6  | 29  | 13.    |
| 1971/72                             | Fußball-Bundesliga                        | 1      | 34  | 6   | 8   | 20  | 34  | 83  | -49 | 20  | 17.    |
| 1972/73                             | Fußball-Regionalliga West                 | 2      | 34  | 16  | 9   | 9   | 77  | 45  | +32 | 41  | 4.     |
| 1973/74                             | Fußball-Regionalliga West                 | 2      | 34  | 15  | 7   | 12  | 63  | 50  | +13 | 37  | 6.     |
| 1974/75                             | 2. Fußball-Bundesliga Nord                | 2      | 38  | 17  | 12  | 9   | 65  | 44  | +21 | 46  | 6.     |
| 1975/76                             | 2. Fußball-Bundesliga Nord                | 2      | 38  | 22  | 8   | 8   | 93  | 37  | +56 | 52  | 2.     |
| 1976/77                             | Fußball-Bundesliga                        | 1      | 34  | 12  | 10  | 12  | 73  | 64  | +9  | 34  | 8.     |
| 1977/78                             | Fußball-Bundesliga                        | 1      | 34  | 14  | 5   | 15  | 57  | 71  | -14 | 33  | 11.    |
| 1978/79                             | Fußball-Bundesliga                        | 1      | 34  | 10  | 11  | 13  | 54  | 70  | -16 | 31  | 12.    |
| 1979/80                             | Fußball-Bundesliga                        | 1      | 34  | 14  | 8   | 12  | 64  | 56  | +8  | 36  | 6.     |
| 1980/81                             | Fußball-Bundesliga                        | 1      | 34  | 13  | 9   | 12  | 69  | 59  | +10 | 35  | 7.     |
| 1981/82                             | Fußball-Bundesliga                        | 1      | 34  | 18  | 5   | 11  | 59  | 40  | +19 | 41  | 6.     |
| 1982/83                             | Fußball-Bundesliga                        | 1      | 34  | 16  | 7   | 11  | 78  | 62  | +16 | 39  | 7.     |
| 1983/84                             | Fußball-Bundesliga                        | 1      | 34  | 11  | 8   | 15  | 54  | 65  | -11 | 30  | 13.    |
| 1984/85                             | Fußball-Bundesliga                        | 1      | 34  | 13  | 4   | 17  | 51  | 65  | -14 | 30  | 14.    |
| 1985/86                             | Fußball-Bundesliga                        | 1      | 34  | 10  | 8   | 16  | 49  | 65  | -16 | 28  | 16.    |
| 1986/87                             | Fußball-Bundesliga                        | 1      | 34  | 15  | 10  | 9   | 70  | 50  | +20 | 40  | 4.     |
| 1987/88                             | Fußball-Bundesliga                        | 1      | 34  | 9   | 11  | 14  | 51  | 54  | -3  | 29  | 13.    |
| 1988/89                             | Fußball-Bundesliga                        | 1      | 34  | 12  | 13  | 9   | 56  | 40  | +16 | 37  | 7.     |
| 1989/90                             | Fußball-Bundesliga                        | 1      | 34  | 15  | 11  | 8   | 51  | 35  | +16 | 41  | 4.     |
| 1990/91                             | Fußball-Bundesliga                        | 1      | 34  | 10  | 14  | 10  | 46  | 57  | -11 | 34  | 10.    |
| 1991/92                             | Fußball-Bundesliga                        | 1      | 38  | 20  | 12  | 6   | 66  | 47  | +19 | 52  | 2.     |
| 1992/93                             | Fußball-Bundesliga                        | 1      | 34  | 18  | 5   | 11  | 61  | 43  | +18 | 41  | 4.     |
| 1993/94                             | Fußball-Bundesliga                        | 1      | 34  | 15  | 9   | 10  | 49  | 45  | +4  | 39  | 4.     |
| 1994/95                             | Fußball-Bundesliga                        | 1      | 34  | 20  | 9   | 5   | 67  | 33  | +34 | 49  | 1.     |
| 1995/96                             | Fußball-Bundesliga                        | 1      | 34  | 19  | 11  | 4   | 76  | 38  | +38 | 68  | 1.     |
| 1996/97                             | Fußball-Bundesliga                        | 1      | 34  | 19  | 6   | 9   | 63  | 41  | +22 | 63  | 3.     |
| 1997/98                             | Fußball-Bundesliga                        | 1      | 34  | 11  | 10  | 13  | 57  | 55  | +2  | 43  | 10.    |
| 1998/99                             | Fußball-Bundesliga                        | 1      | 34  | 16  | 9   | 9   | 48  | 34  | +14 | 57  | 4.     |
| 1999/00                             | Fußball-Bundesliga                        | 1      | 34  | 9   | 13  | 12  | 41  | 38  | +3  | 40  | 11.    |
| 2000/01                             | Fußball-Bundesliga                        | 1      | 34  | 16  | 10  | 8   | 62  | 42  | +20 | 58  | 3.     |
| 2001/02                             | Fußball-Bundesliga                        | 1      | 34  | 21  | 7   | 6   | 62  | 33  | +29 | 70  | 1.     |
| 2002/03                             | Fußball-Bundesliga                        | 1      | 34  | 15  | 13  | 6   | 51  | 27  | +24 | 58  | 3.     |
| 2003/04                             | Fußball-Bundesliga                        | 1      | 34  | 16  | 7   | 11  | 59  | 48  | +11 | 55  | 6.     |
| 2004/05                             | Fußball-Bundesliga                        | 1      | 34  | 15  | 10  | 9   | 47  | 44  | +3  | 55  | 7.     |
| 2005/06                             | Fußball-Bundesliga                        | 1      | 34  | 11  | 13  | 10  | 45  | 42  | +3  | 46  | 7.     |
| 2006/07                             | Fußball-Bundesliga                        | 1      | 34  | 12  | 8   | 14  | 41  | 43  | -2  | 44  | 9.     |
| 2007/08                             | Fußball-Bundesliga                        | 1      | 34  | 10  | 10  | 14  | 50  | 62  | -12 | 40  | 13.    |
| 2008/09                             | Fußball-Bundesliga                        | 1      | 34  | 15  | 14  | 5   | 60  | 37  | +23 | 59  | 6.     |
| 2009/10                             | Fußball-Bundesliga                        | 1      | 34  | 16  | 9   | 9   | 54  | 42  | +12 | 57  | 5.     |
| 2010/11                             | Fußball-Bundesliga                        | 1      | 34  | 23  | 6   | 5   | 67  | 22  | +45 | 75  | 1.     |
| 2011/12                             | Fußball-Bundesliga                        | 1      | 34  | 25  | 6   | 3   | 80  | 25  | +55 | 81  | 1.     |
| 2012/13                             | Fußball-Bundesliga                        | 1      | 34  | 19  | 9   | 6   | 81  | 42  | +39 | 66  | 2.     |
| 2013/14                             | Fußball-Bundesliga                        | 1      | 34  | 22  | 5   | 7   | 80  | 38  | +42 | 71  | 2.     |
| 2014/15                             | Fußball-Bundesliga                        | 1      | 34  | 13  | 7   | 14  | 47  | 42  | +5  | 46  | 7.     |
| 2015/16                             | Fußball-Bundesliga                        | 1      | 34  | 24  | 6   | 4   | 82  | 34  | +48 | 78  | 2.     |
| 2016/17                             | Fußball-Bundesliga                        | 1      | 34  | 18  | 10  | 6   | 72  | 40  | +32 | 64  | 3.     |
| 2017/18                             | Fußball-Bundesliga                        | 1      | 34  | 15  | 10  | 9   | 64  | 47  | +17 | 55  | 4.     |
| 2018/19                             | Fußball-Bundesliga                        | 1      | 34  | 23  | 7   | 4   | 81  | 44  | +37 | 76  | 2.     |
| 2019/20                             | Fußball-Bundesliga                        | 1      | 34  | 21  | 6   | 7   | 84  | 41  | +43 | 69  | 2.     |
| 2020/21                             | Fußball-Bundesliga                        | 1      | 34  | 20  | 4   | 10  | 75  | 46  | +29 | 64  | 3.     |
| 2021/22                             | Fußball-Bundesliga                        | 1      | 34  | 22  | 3   | 9   | 85  | 52  | +33 | 69  | 2.     |
| 2022/23                             | Fußball-Bundesliga                        | 1      | 34  | 22  | 5   | 7   | 83  | 44  | +39 | 71  | 2.     |
| 2023/24                             | Fußball-Bundesliga                        | 1      | 34  | 18  | 9   | 7   | 68  | 43  | +25 | 63  | 5.     |
| 2024/25                             | Fußball-Bundesliga                        | 1      | 34  | 17  | 6   | 11  | 71  | 51  | +20 | 57  | 4.     |

## Účast v evropských pohárech
Zdroj: 
| Ročník  | Soutěž                       | Kolo                     | Klub                     | Doma | Venku | Celkem         |
| ------- | ---------------------------- | ------------------------ | ------------------------ | ---- | ----- | -------------- |
| 1956/57 | Pohár mistrů evropských zemí | Předkolo                 | CA Spora Luxembourg      | 4:3  | 1:2   | 5:5            |
| 1956/57 | Pohár mistrů evropských zemí | 1. kolo                  | Manchester United FC     | 0:0  | 2:3   | 2:3            |
| 1957/58 | Pohár mistrů evropských zemí | 1. kolo                  | CCA București            | 4:2  | 1:3   | 5:5            |
| 1957/58 | Pohár mistrů evropských zemí | Čtvrtfinále              | AC Milan                 | 1:1  | 1:4   | 2:5            |
| 1963/64 | Pohár mistrů evropských zemí | Předkolo                 | FK Lyn                   | 3:1  | 4:2   | 7:3            |
| 1963/64 | Pohár mistrů evropských zemí | 1. kolo                  | SL Benfica               | 5:0  | 1:2   | 6:2            |
| 1963/64 | Pohár mistrů evropských zemí | Čtvrtfinále              | Dukla Praha              | 1:3  | 4:0   | 5:3            |
| 1963/64 | Pohár mistrů evropských zemí | Semifinále               | FC Internazionale Milano | 2:2  | 0:2   | 2:4            |
| 1965/66 | Pohár vítězů pohárů          | 1. kolo                  | Floriana FC              | 8:0  | 5:1   | 13:1           |
| 1965/66 | Pohár vítězů pohárů          | 2. kolo                  | CSKA Červeno Zname Sofia | 3:0  | 2:4   | 5:4            |
| 1965/66 | Pohár vítězů pohárů          | Čtvrtfinále              | Atlético Madrid          | 1:0  | 1:1   | 2:1            |
| 1965/66 | Pohár vítězů pohárů          | Semifinále               | West Ham United FC       | 3:1  | 2:1   | 5:2            |
| 1965/66 | Pohár vítězů pohárů          | Finále                   | Liverpool FC             | 2:1  | 2:1   | 2:1            |
| 1966/67 | Pohár vítězů pohárů          | 2. kolo                  | Rangers FC               | 0:0  | 1:2   | 1:2            |
| 1982/83 | Pohár UEFA                   | 1. kolo                  | Rangers FC               | 0:0  | 0:2   | 0:2            |
| 1987/88 | Pohár UEFA                   | 1. kolo                  | Celtic FC                | 2:0  | 1:2   | 3:2            |
| 1987/88 | Pohár UEFA                   | 2. kolo                  | FK Velež Mostar          | 2:0  | 1:2   | 3:2            |
| 1987/88 | Pohár UEFA                   | 3. kolo                  | Club Brugge KV           | 3:0  | 0:5   | 3:5            |
| 1989/90 | Pohár vítězů pohárů          | 1. kolo                  | Beşiktaş JK              | 2:1  | 1:0   | 3:1            |
| 1989/90 | Pohár vítězů pohárů          | 2. kolo                  | UC Sampdoria             | 1:1  | 0:2   | 1:3            |
| 1990/91 | Pohár UEFA                   | 1. kolo                  | Chemnitzer FC            | 2:0  | 2:0   | 4:0            |
| 1990/91 | Pohár UEFA                   | 2. kolo                  | FC Universitatea Craiova | 1:0  | 3:0   | 4:0            |
| 1990/91 | Pohár UEFA                   | 3. kolo                  | RSC Anderlecht           | 2:1  | 0:1   | 2:2 (v)        |
| 1992/93 | Pohár UEFA                   | 1. kolo                  | Floriana FC              | 7:2  | 1:0   | 8:2            |
| 1992/93 | Pohár UEFA                   | 2. kolo                  | Celtic FC                | 1:0  | 2:1   | 3:1            |
| 1992/93 | Pohár UEFA                   | 3. kolo                  | Real Zaragoza            | 3:1  | 1:2   | 4:3            |
| 1992/93 | Pohár UEFA                   | Čtvrtfinále              | AS Roma                  | 2:0  | 0:1   | 2:1            |
| 1992/93 | Pohár UEFA                   | Semifinále               | AJ Auxerre               | 2:0  | 0:2   | 2:2 (6:5 pen.) |
| 1992/93 | Pohár UEFA                   | Finále                   | Juventus FC              | 1:3  | 0:3   | 1:6            |
| 1993/94 | Pohár UEFA                   | 1. kolo                  | PFK Spartak Vladikavkaz  | 0:0  | 1:0   | 1:0            |
| 1993/94 | Pohár UEFA                   | 2. kolo                  | NK Maribor               | 2:1  | 0:0   | 2:1            |
| 1993/94 | Pohár UEFA                   | 3. kolo                  | Brøndby IF               | 1:0  | 1:1   | 2:1            |
| 1993/94 | Pohár UEFA                   | Čtvrtfinále              | FC Internazionale Milano | 1:3  | 2:1   | 3:4            |
| 1994/95 | Pohár UEFA                   | 1. kolo                  | Motherwell FC            | 1:0  | 2:0   | 3:0            |
| 1994/95 | Pohár UEFA                   | 2. kolo                  | ŠK Slovan Bratislava     | 3:0  | 1:2   | 4:2            |
| 1994/95 | Pohár UEFA                   | 3. kolo                  | Deportivo de La Coruña   | 3:1  | 0:1   | 3:2            |
| 1994/95 | Pohár UEFA                   | Čtvrtfinále              | SS Lazio                 | 2:0  | 0:1   | 2:1            |
| 1994/95 | Pohár UEFA                   | Semifinále               | Juventus FC              | 1:2  | 2:2   | 3:4            |
| 1995/96 | Liga mistrů UEFA             | Základní skupina C       | Juventus FC              | 1:3  | 2:1   | 2. místo       |
| 1995/96 | Liga mistrů UEFA             | Základní skupina C       | Rangers FC               | 2:2  | 2:2   | 2. místo       |
| 1995/96 | Liga mistrů UEFA             | Základní skupina C       | FC Steaua București      | 1:0  | 0:0   | 2. místo       |
| 1995/96 | Liga mistrů UEFA             | Čtvrtfinále              | AFC Ajax                 | 0:2  | 0:1   | 0:3            |
| 1996/97 | Liga mistrů UEFA             | Základní skupina B       | Widzew Łódź              | 2:1  | 2:2   | 2. místo       |
| 1996/97 | Liga mistrů UEFA             | Základní skupina B       | FC Steaua București      | 5:3  | 3:0   | 2. místo       |
| 1996/97 | Liga mistrů UEFA             | Základní skupina B       | Atlético Madrid          | 1:2  | 1:0   | 2. místo       |
| 1996/97 | Liga mistrů UEFA             | Čtvrtfinále              | AJ Auxerre               | 3:1  | 1:0   | 4:1            |
| 1996/97 | Liga mistrů UEFA             | Semifinále               | Manchester United FC     | 1:0  | 1:0   | 2:0            |
| 1996/97 | Liga mistrů UEFA             | Finále                   | Juventus FC              | 3:1  | 3:1   | 3:1            |
| 1997    | Superpohár UEFA              | Finále                   | FC Barcelona             | 1:1  | 0:2   | 1:3            |
| 1997    | Interkontinentální pohár     | Finále                   | Cruzeiro Esporte Clube   | 2:0  | 2:0   | 2:0            |
| 1997/98 | Liga mistrů UEFA             | Základní skupina A       | Galatasaray SK           | 4:1  | 1:0   | 1. místo       |
| 1997/98 | Liga mistrů UEFA             | Základní skupina A       | AC Sparta Praha          | 4:1  | 3:0   | 1. místo       |
| 1997/98 | Liga mistrů UEFA             | Základní skupina A       | Parma FC                 | 2:0  | 0:1   | 1. místo       |
| 1997/98 | Liga mistrů UEFA             | Čtvrtfinále              | FC Bayern Mnichov        | 1:0  | 0:0   | 1:0            |
| 1997/98 | Liga mistrů UEFA             | Semifinále               | Real Madrid              | 0:0  | 0:2   | 0:2            |
| 1999/00 | Liga mistrů UEFA             | 3. předkolo              | FK Teplice               | 1:0  | 1:0   | 2:0            |
| 1999/00 | Liga mistrů UEFA             | Základní skupina C       | Feyenoord                | 1:1  | 1:1   | 3. místo       |
| 1999/00 | Liga mistrů UEFA             | Základní skupina C       | Boavista FC              | 3:1  | 0:1   | 3. místo       |
| 1999/00 | Liga mistrů UEFA             | Základní skupina C       | Rosenborg BK             | 0:3  | 2:2   | 3. místo       |
| 1999/00 | Pohár UEFA                   | 3. kolo                  | Rangers FC               | 2:0  | 0:2   | 2:2 (3:1 pen.) |
| 1999/00 | Pohár UEFA                   | 4. kolo                  | Galatasaray SK           | 0:2  | 0:0   | 0:2            |
| 2001/02 | Liga mistrů UEFA             | 3. předkolo              | FK Šachtar Doněck        | 3:1  | 2:0   | 5:1            |
| 2001/02 | Liga mistrů UEFA             | Základní skupina B       | FK Dynamo Kyjev          | 1:0  | 2:2   | 3. místo       |
| 2001/02 | Liga mistrů UEFA             | Základní skupina B       | Liverpool FC             | 0:0  | 0:2   | 3. místo       |
| 2001/02 | Liga mistrů UEFA             | Základní skupina B       | Boavista FC              | 2:1  | 1:2   | 3. místo       |
| 2001/02 | Pohár UEFA                   | 3. kolo                  | FC København             | 1:0  | 1:0   | 2:0            |
| 2001/02 | Pohár UEFA                   | 4. kolo                  | Lille OSC                | 0:0  | 1:1   | 1:1 (v)        |
| 2001/02 | Pohár UEFA                   | Čtvrtfinále              | FC Slovan Liberec        | 4:0  | 0:0   | 4:0            |
| 2001/02 | Pohár UEFA                   | Semifinále               | AC Milan                 | 4:0  | 1:3   | 5:3            |
| 2001/02 | Pohár UEFA                   | Finále                   | Feyenoord                | 2:3  | 2:3   | 2:3            |
| 2002/03 | Liga mistrů UEFA             | Základní skupina A       | Arsenal FC               | 2:1  | 0:2   | 2. místo       |
| 2002/03 | Liga mistrů UEFA             | Základní skupina A       | AJ Auxerre               | 2:1  | 0:1   | 2. místo       |
| 2002/03 | Liga mistrů UEFA             | Základní skupina A       | PSV Eindhoven            | 1:1  | 3:1   | 2. místo       |
| 2002/03 | Liga mistrů UEFA             | Osmifinálová skupina C   | FK Lokomotiv Moskva      | 3:0  | 2:1   | 3. místo       |
| 2002/03 | Liga mistrů UEFA             | Osmifinálová skupina C   | AC Milan                 | 0:1  | 1:0   | 3. místo       |
| 2002/03 | Liga mistrů UEFA             | Osmifinálová skupina C   | Real Madrid              | 1:1  | 1:2   | 3. místo       |
| 2003/04 | Pohár UEFA                   | 1. kolo                  | FK Austria Wien          | 1:0  | 2:1   | 3:1            |
| 2003/04 | Pohár UEFA                   | 2. kolo                  | FC Sochaux-Montbéliard   | 2:2  | 0:4   | 2:6            |
| 2008/09 | Pohár UEFA                   | 1. kolo                  | Udinese Calcio           | 0:2  | 2:0   | 2:2 (3:4 pen.) |
| 2010/11 | Evropská liga UEFA           | 4. předkolo              | Qarabağ FK               | 4:0  | 1:0   | 5:0            |
| 2010/11 | Evropská liga UEFA           | Základní skupina J       | FK Karpaty Lvov          | 3:0  | 4:3   | 3. místo       |
| 2010/11 | Evropská liga UEFA           | Základní skupina J       | Sevilla FC               | 0:1  | 2:2   | 3. místo       |
| 2010/11 | Evropská liga UEFA           | Základní skupina J       | Paris Saint-Germain FC   | 0:0  | 1:1   | 3. místo       |
| 2011/12 | Liga mistrů UEFA             | Základní skupina F       | Arsenal FC               | 1:1  | 1:2   | 4. místo       |
| 2011/12 | Liga mistrů UEFA             | Základní skupina F       | Olympique de Marseille   | 2:3  | 0:3   | 4. místo       |
| 2011/12 | Liga mistrů UEFA             | Základní skupina F       | Olympiacos FC            | 1:0  | 1:3   | 4. místo       |
| 2012/13 | Liga mistrů UEFA             | Základní skupina D       | AFC Ajax                 | 1:0  | 4:1   | 1. místo       |
| 2012/13 | Liga mistrů UEFA             | Základní skupina D       | Manchester City FC       | 1:0  | 1:1   | 1. místo       |
| 2012/13 | Liga mistrů UEFA             | Základní skupina D       | Real Madrid              | 2:1  | 2:2   | 1. místo       |
| 2012/13 | Liga mistrů UEFA             | Osmifinále               | FK Šachtar Doněck        | 3:0  | 2:2   | 5:2            |
| 2012/13 | Liga mistrů UEFA             | Čtvrtfinále              | Málaga CF                | 3:2  | 0:0   | 3:2            |
| 2012/13 | Liga mistrů UEFA             | Semifinále               | Real Madrid              | 4:1  | 0:2   | 4:3            |
| 2012/13 | Liga mistrů UEFA             | Finále                   | FC Bayern Mnichov        | 1:2  | 1:2   | 1:2            |
| 2013/14 | Liga mistrů UEFA             | Základní skupina F       | SSC Neapol               | 3:1  | 1:2   | 1. místo       |
| 2013/14 | Liga mistrů UEFA             | Základní skupina F       | Olympique de Marseille   | 3:0  | 2:1   | 1. místo       |
| 2013/14 | Liga mistrů UEFA             | Základní skupina F       | Arsenal FC               | 0:1  | 2:1   | 1. místo       |
| 2013/14 | Liga mistrů UEFA             | Osmifinále               | FK Zenit Sankt-Petěrburg | 1:2  | 4:2   | 5:4            |
| 2013/14 | Liga mistrů UEFA             | Čtvrtfinále              | Real Madrid              | 2:0  | 0:3   | 2:3            |
| 2014/15 | Liga mistrů UEFA             | Základní skupina D       | Arsenal FC               | 2:0  | 0:2   | 1. místo       |
| 2014/15 | Liga mistrů UEFA             | Základní skupina D       | RSC Anderlecht           | 1:1  | 3:0   | 1. místo       |
| 2014/15 | Liga mistrů UEFA             | Základní skupina D       | Galatasaray SK           | 4:1  | 4:0   | 1. místo       |
| 2014/15 | Liga mistrů UEFA             | Osmifinále               | Juventus FC              | 0:3  | 1:2   | 1:5            |
| 2015/16 | Evropská liga UEFA           | 3. předkolo              | Wolfsberger AC           | 5:0  | 1:0   | 6:0            |
| 2015/16 | Evropská liga UEFA           | 4. předkolo              | Odds BK                  | 7:2  | 4:3   | 11:5           |
| 2015/16 | Evropská liga UEFA           | Základní skupina C       | FK Krasnodar             | 2:1  | 0:1   | 2. místo       |
| 2015/16 | Evropská liga UEFA           | Základní skupina C       | PAOK FC                  | 0:1  | 1:1   | 2. místo       |
| 2015/16 | Evropská liga UEFA           | Základní skupina C       | Qəbələ FK                | 4:0  | 3:1   | 2. místo       |
| 2015/16 | Evropská liga UEFA           | Šestnáctifinále          | FC Porto                 | 2:0  | 1:0   | 3:0            |
| 2015/16 | Evropská liga UEFA           | Osmifinále               | Tottenham Hotspur FC     | 3:0  | 2:1   | 5:1            |
| 2015/16 | Evropská liga UEFA           | Čtvrtfinále              | Liverpool FC             | 1:1  | 3:4   | 4:5            |
| 2016/17 | Liga mistrů UEFA             | Základní skupina F       | Legia Warszawa           | 8:4  | 6:0   | 1. místo       |
| 2016/17 | Liga mistrů UEFA             | Základní skupina F       | Real Madrid              | 2:2  | 2:2   | 1. místo       |
| 2016/17 | Liga mistrů UEFA             | Základní skupina F       | Sporting CP              | 1:0  | 2:1   | 1. místo       |
| 2016/17 | Liga mistrů UEFA             | Osmifinále               | SL Benfica               | 4:0  | 0:1   | 4:1            |
| 2016/17 | Liga mistrů UEFA             | Čtvrtfinále              | AS Monaco FC             | 2:3  | 1:3   | 3:6            |
| 2017/18 | Liga mistrů UEFA             | Základní skupina H       | Tottenham Hotspur FC     | 1:2  | 1:3   | 3. místo       |
| 2017/18 | Liga mistrů UEFA             | Základní skupina H       | Real Madrid              | 1:3  | 2:3   | 3. místo       |
| 2017/18 | Liga mistrů UEFA             | Základní skupina H       | APOEL FC                 | 1:1  | 1:1   | 3. místo       |
| 2017/18 | Evropská liga UEFA           | Šestnáctifinále          | Atalanta BC              | 3:2  | 1:1   | 4:3            |
| 2017/18 | Evropská liga UEFA           | Osmifinále               | FC Red Bull Salzburg     | 1:2  | 0:0   | 1:2            |
| 2018/19 | Liga mistrů UEFA             | Základní skupina A       | Club Brugge KV           | 0:0  | 1:0   | 1. místo       |
| 2018/19 | Liga mistrů UEFA             | Základní skupina A       | AS Monaco FC             | 3:0  | 2:0   | 1. místo       |
| 2018/19 | Liga mistrů UEFA             | Základní skupina A       | Atlético Madrid          | 4:0  | 0:2   | 1. místo       |
| 2018/19 | Liga mistrů UEFA             | Osmifinále               | Tottenham Hotspur FC     | 0:1  | 0:3   | 0:4            |
| 2019/20 | Liga mistrů UEFA             | Základní skupina F       | FC Barcelona             | 0:0  | 1:3   | 2. místo       |
| 2019/20 | Liga mistrů UEFA             | Základní skupina F       | SK Slavia Praha          | 2:1  | 2:0   | 2. místo       |
| 2019/20 | Liga mistrů UEFA             | Základní skupina F       | FC Internazionale Milano | 3:2  | 0:2   | 2. místo       |
| 2019/20 | Liga mistrů UEFA             | Osmifinále               | Paris Saint-Germain FC   | 2:1  | 0:2   | 2:3            |
| 2020/21 | Liga mistrů UEFA             | Základní skupina         | SS Lazio                 | 1:3  | 1:1   | 1. místo       |
| 2020/21 | Liga mistrů UEFA             | Základní skupina         | Zenit                    | 2:0  | 2:1   | 1. místo       |
| 2020/21 | Liga mistrů UEFA             | Základní skupina         | Club Brugge KV           | 3:0  | 3:0   | 1. místo       |
| 2020/21 | Liga mistrů UEFA             | Osmifinále               | Sevilla FC               | 2:2  | 3:2   | 5:4            |
| 2020/21 | Liga mistrů UEFA             | Čtvrtfinále              | Manchester City FC       | 1:2  | 1:2   | 2:4            |
| 2021/22 | Liga mistrů UEFA             | Základní skupina         | Ajax                     | 1:3  | 0:4   | 3. místo       |
| 2021/22 | Liga mistrů UEFA             | Základní skupina         | Sporting CP              | 1:0  | 1:3   | 3. místo       |
| 2021/22 | Liga mistrů UEFA             | Základní skupina         | Beşiktaş                 | 5:0  | 2:1   | 3. místo       |
| 2021/22 | Evropská liga UEFA           | Vyřazovací kolo play-off | Rangers                  | 2:4  | 2:2   | 4:6            |
| 2022/23 | Liga mistrů UEFA             | Základní skupina         | Manchester City FC       | 0:0  | 1:2   | 2. místo       |
| 2022/23 | Liga mistrů UEFA             | Základní skupina         | FC Kodaň                 | 3:0  | 1:1   | 2. místo       |
| 2022/23 | Liga mistrů UEFA             | Základní skupina         | Sevilla                  | 1:1  | 4:1   | 2. místo       |
| 2022/23 | Liga mistrů UEFA             | Osmifinále               | Chelsea FC               | 1:0  | 0:2   | 1:2            |
| 2023/24 | Liga mistrů UEFA             | Základní skupina         | Paris Saint-Germain FC   | 1:1  | 0:2   | 1. místo       |
| 2023/24 | Liga mistrů UEFA             | Základní skupina         | AC Milán                 | 0:0  | 3:1   | 1. místo       |
| 2023/24 | Liga mistrů UEFA             | Základní skupina         | Newcastle United         | 2:0  | 1:0   | 1. místo       |
| 2023/24 | Liga mistrů UEFA             | Osmifinále               | PSV Eindhoven            | 2:0  | 1:1   | 3:1            |
| 2023/24 | Liga mistrů UEFA             | Čtvrtfinále              | Atlético Madrid          | 1:2  | 4:2   | 5:4            |
| 2023/24 | Liga mistrů UEFA             | Semifinále               | Paris Saint-Germain FC   | 1:0  | 1:0   | 2:0            |
| 2023/24 | Liga mistrů UEFA             | Finále                   | Real Madrid              | 0:2  | 0:2   | 0:2            |

## Borussia Dortmund II
Borussia Dortmund II, dříve znám také pod názvem Borussia Dortmund Amateure, je rezervním týmem dortmundské Borussie. Největšího úspěchu dosáhl v sezónách 1988/89, 1990/91 a 1992/93, kdy se v Oberlize (tehdejší 3. nejvyšší soutěž) umístil na 4. místě.

### Umístění v jednotlivých sezónách
Stručný přehled
Zdroj:
- 1987–1998: Fußball-Oberliga Westfalen
- 1998–2000: Fußball-Regionalliga West/Südwest
- 2000–2001: Fußball-Regionalliga Nord
- 2001–2002: Fußball-Oberliga Westfalen
- 2002–2005: Fußball-Regionalliga Nord
- 2005–2006: Fußball-Oberliga Westfalen
- 2006–2008: Fußball-Regionalliga Nord
- 2008–2009: Fußball-Regionalliga West
- 2009–2010: 3. Fußball-Liga
- 2010–2012: Fußball-Regionalliga West
- 2012–2015: 3. Fußball-Liga
- 2015–2021: Fußball-Regionalliga West
- 2021–2025: 3. Fußball-Liga
- 2025–: Fußball-Regionalliga West

Jednotlivé ročníky
Zdroj:
Legenda: Z - zápasy, V - výhry, R - remízy, P - porážky, VG - vstřelené góly, OG - obdržené góly, +/- - rozdíl skóre, B - body, červené podbarvení - sestup, zelené podbarvení - postup, fialové podbarvení - reorganizace, změna skupiny či soutěže
| Německo (1987 –) |                                   |        |    |    |    |    |    |    |     |     |        |
| Sezóny           | Liga                              | Úroveň | Z  | V  | R  | P  | VG | OG | B   | +/- | Pozice |
| 1987/88          | Fußball-Oberliga Westfalen        | 3      | 30 | 8  | 10 | 12 | 41 | 48 | -7  | 26  | 10.    |
| 1988/89          | Fußball-Oberliga Westfalen        | 3      | 30 | 11 | 10 | 9  | 50 | 44 | +6  | 32  | 4.     |
| 1989/90          | Fußball-Oberliga Westfalen        | 3      | 30 | 9  | 9  | 12 | 35 | 43 | -8  | 27  | 10.    |
| 1990/91          | Fußball-Oberliga Westfalen        | 3      | 30 | 11 | 12 | 7  | 41 | 29 | +12 | 34  | 4.     |
| 1991/92          | Fußball-Oberliga Westfalen        | 3      | 30 | 10 | 6  | 14 | 55 | 55 | 0   | 29  | 10.    |
| 1992/93          | Fußball-Oberliga Westfalen        | 3      | 34 | 15 | 11 | 8  | 59 | 42 | +17 | 41  | 4.     |
| 1993/94          | Fußball-Oberliga Westfalen        | 3      | 30 | 10 | 9  | 11 | 46 | 43 | +3  | 29  | 8.     |
| 1994/95          | Fußball-Oberliga Westfalen        | 4      | 28 | 18 | 7  | 3  | 71 | 28 | +43 | 43  | 2.     |
| 1995/96          | Fußball-Oberliga Westfalen        | 4      | 28 | 16 | 5  | 7  | 69 | 42 | +27 | 53  | 4.     |
| 1996/97          | Fußball-Oberliga Westfalen        | 4      | 30 | 17 | 3  | 10 | 66 | 47 | +19 | 54  | 3.     |
| 1997/98          | Fußball-Oberliga Westfalen        | 4      | 28 | 20 | 5  | 3  | 86 | 34 | +52 | 65  | 1.     |
| 1998/99          | Fußball-Regionalliga West/Südwest | 3      | 32 | 8  | 9  | 15 | 46 | 57 | -11 | 33  | 14.    |
| 1999/00          | Fußball-Regionalliga West/Südwest | 3      | 36 | 12 | 13 | 11 | 42 | 40 | +2  | 49  | 10.    |
| 2000/01          | Fußball-Regionalliga Nord         | 3      | 36 | 6  | 12 | 18 | 36 | 55 | -19 | 30  | 18.    |
| 2001/02          | Fußball-Oberliga Westfalen        | 4      | 34 | 24 | 6  | 4  | 91 | 34 | +57 | 78  | 1.     |
| 2002/03          | Fußball-Regionalliga Nord         | 3      | 34 | 13 | 12 | 9  | 57 | 51 | +6  | 51  | 5.     |
| 2003/04          | Fußball-Regionalliga Nord         | 3      | 34 | 12 | 7  | 15 | 43 | 47 | -4  | 43  | 10.    |
| 2004/05          | Fußball-Regionalliga Nord         | 3      | 36 | 10 | 10 | 16 | 57 | 64 | -7  | 40  | 15.    |
| 2005/06          | Fußball-Oberliga Westfalen        | 4      | 34 | 24 | 7  | 3  | 79 | 25 | +54 | 79  | 1.     |
| 2006/07          | Fußball-Regionalliga Nord         | 3      | 36 | 14 | 6  | 16 | 42 | 47 | -5  | 48  | 14.    |
| 2007/08          | Fußball-Regionalliga Nord         | 3      | 36 | 12 | 12 | 12 | 35 | 37 | -2  | 48  | 13.    |
| 2008/09          | Fußball-Regionalliga West         | 4      | 34 | 21 | 5  | 8  | 86 | 49 | +37 | 68  | 1.     |
| 2009/10          | 3. Fußball-Liga                   | 3      | 38 | 11 | 6  | 21 | 43 | 58 | -15 | 39  | 18.    |
| 2010/11          | Fußball-Regionalliga West         | 4      | 34 | 15 | 7  | 12 | 56 | 47 | +9  | 52  | 6.     |
| 2011/12          | Fußball-Regionalliga West         | 4      | 36 | 24 | 5  | 7  | 84 | 39 | +45 | 77  | 1.     |
| 2012/13          | 3. Fußball-Liga                   | 3      | 38 | 9  | 14 | 15 | 39 | 58 | -19 | 41  | 16.    |
| 2013/14          | 3. Fußball-Liga                   | 3      | 38 | 12 | 10 | 16 | 47 | 55 | -8  | 46  | 14.    |
| 2014/15          | 3. Fußball-Liga                   | 3      | 38 | 8  | 15 | 15 | 41 | 51 | -10 | 39  | 18.    |
| 2015/16          | Fußball-Regionalliga West         | 4      | 36 | 17 | 9  | 10 | 57 | 36 | +21 | 60  | 4.     |
| 2016/17          | Fußball-Regionalliga West         | 4      | 36 | 16 | 15 | 3  | 54 | 25 | +29 | 63  | 2.     |
| 2017/18          | Fußball-Regionalliga West         | 4      | 34 | 15 | 10 | 9  | 55 | 46 | +9  | 55  | 4.     |
| 2018/19          | Fußball-Regionalliga West         | 4      | 34 | 16 | 8  | 10 | 62 | 36 | +26 | 56  | 5.     |
| 2019/20          | Fußball-Regionalliga West         | 4      | 25 | 9  | 7  | 9  | 43 | 39 | +4  | 34  | 9.     |
| 2020/21          | Fußball-Regionalliga West         | 4      | 40 | 27 | 12 | 1  | 94 | 31 | +63 | 93  | 1.     |
| 2021/22          | 3. Fußball-Liga                   | 3      | 36 | 14 | 7  | 15 | 51 | 48 | +3  | 49  | 9.     |
| 2022/23          | 3. Fußball-Liga                   | 3      | 38 | 13 | 6  | 19 | 47 | 49 | -2  | 45  | 13.    |
| 2023/24          | 3. Fußball-Liga                   | 3      | 38 | 14 | 12 | 12 | 58 | 53 | +5  | 54  | 11.    |
| 2024/25          | 3. Fußball-Liga                   | 3      | 38 | 11 | 10 | 17 | 53 | 60 | -7  | 43  | 17.    |